# Cassia helmsii
Cassia helmsii är en ärtväxtart som beskrevs av Symon. Cassia helmsii ingår i släktet Cassia och familjen ärtväxter. Inga underarter finns listade i Catalogue of Life.